# Sainte-Gemme-Moronval
 Sainte-Gemme-Moronval  là một xã của tỉnh Eure-et-Loir, thuộc vùng Centre-Val de Loire, miền bắc nước Pháp.